# Užgavėnės

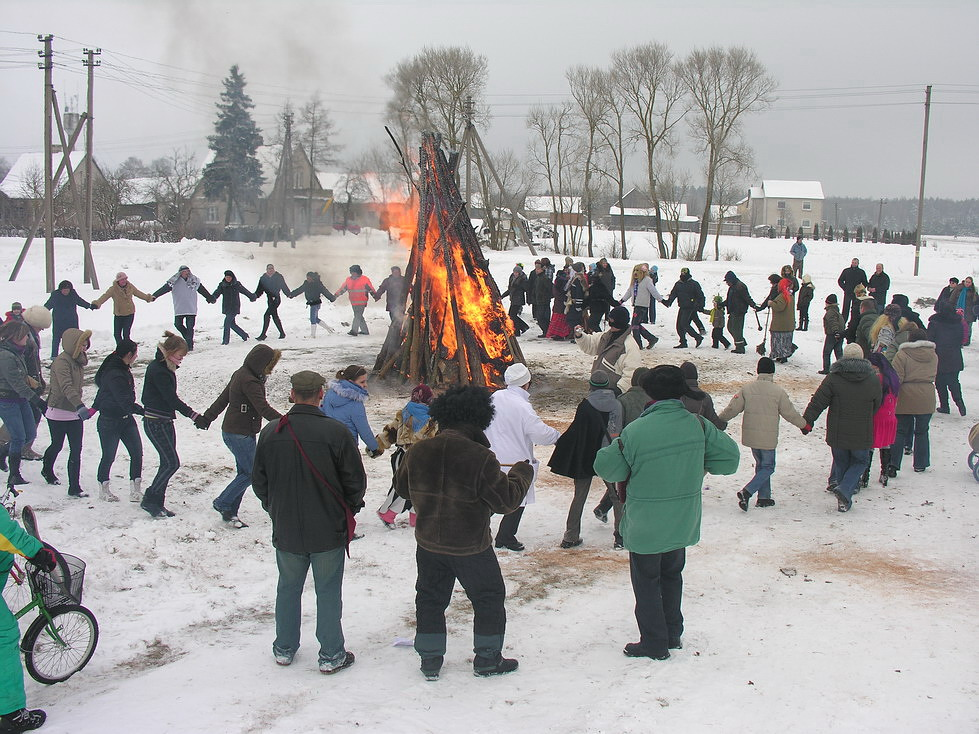
Užgavėnės

Užgavėnės Es un festival lituano que tiene lugar durante la séptima semana antes de Pascua (Miércoles de ceniza). Su nombre en inglés significa "el tiempo antes de Cuaresma". Esta celebración corresponde a las tradiciones católicas en otras partes del mundo, como Mardi Gras, Miércoles de Carnaval, o el Carnestoltes.
Užgavėnės empieza en la noche anterior al miércoles de ceniza, cuándo un carácter que simboliza el invierno (normalmente nombrado Morė) es quemado. Entre otros elementos de esta celebración, relacionada siempre con la derrota del invierno en el Hemisferio Del norte, es una batalla escenificada entre Lašininis ("El hombre de grasa") que personifica el invierno y Kanapinis ("El hombre de cañamo") que personifica a la primavera. Diablos, brujas, cabras, el Ángel de la muerte, gitanos, y otro divertidos y asustadizos personajes aparecen disfrazados durante las celebraciones. Los participantes y los enmascarados danzan bailes tradicionales y comen el plato tradicional de la celebración - Tortitas con una diferetnes aderezos. En Vilna capital de Lituania, la celebración principal tiene lugar en la Avenida Gediminas. El festival es un acontecimiento importante en el museo etnográfico Rumšiškės.

## Historia
Durante largo tiempo esta celebración no fue celebrada por diferentes motivos sociales y políticos. A finales de los años 90 la celebración fue restablecida de nuevo. En estos momentos goza de gran popularidad y es celebrada en las principales ciudades Lituanas y en gran parte de la zona rural. La región de Samogita ha sido la que de alguna forma ha conservado más viva la tradición hasta que ha sido restablecidad de nuevo en toda lituania.